# Liste des lacs en Côte d'Ivoire
La liste des lacs en Côte d'Ivoire répertorie la liste non exhaustive des lacs présents sur le territoire ivoirien.

## Lacs notoires et catégories de lacs présents dans le pays
Il n'y a aucun lac naturel de grande importance en Côte d'Ivoire. Il existe dans le pays des lacs de types barrage et artificiels,.

## Liste des lacs
La Lagune de Digbwé n'est pas cité parmi les lacs.